# Zob Ahan Football Club
Lo Zob Ahan Football Club (in persiano باشگاه فوتبال ذوب‌آهن‎) è una società calcistica iraniana con sede a Esfahan. Milita nella Lega professionistica del Golfo persico, la massima serie del campionato iraniano di calcio.
Ha vinto 4 Coppe d'Iran e una Supercoppa d'Iran. Quale migliore piazzamento nelle coppe continentali vanta la finale della AFC Champions League, la massima competizione calcistica per club del continente asiatico, disputata nel 2010.
Fa parte della società polisportiva Zob Ahan Cultural and Sport Club, che annovera anche una squadra di basket, anch'essa di proprietà dell'Azienda dell'acciaio di Esfahan.

## Storia
Il club fu fondato nel 1969 da Mohammad Ali Taghizadeh Farahmand. Nel 1973 la squadra partecipò alla Coppa del Trono di Jamshid, chiudendo al decimo posto. Nel 1976 raggiunse i quarti di finale della Coppa d'Iran, mentre nel 1977-1978 si classificò ottava nella Coppa del Tronod di Jamshid. 
Dal 1973 il club prese sempre parte al massimo campionato nazionale, tranne che per la stagione 1995, quando militò in seconda serie.
Dopo la rivoluzione iraniana del 1979, la Coppa del Trono di Jamshid fu sospesa a causa dello scoppio della guerra Iran-Iraq. Alla fine del conflitto, il campionato iraniano riprese regolarmente con il nome di Lega Azadegan, dizione poi utilizzata per designare la seconda serie. 
Dopo l'avvento del professionismo nel calcio iraniano, nel 2001, lo Zob Ahan dovette attendere due anni, il 2002-2003, per aggiudicarsi il suo primo trofeo della nuova era calcistica nazionale, la Coppa d'Iran, vinta sconfiggendo in finale il Moghavemat Sepasi. Il successo consentì alla squadra di disputare, nel 2004, l'AFC Champions League: l'esperienza si chiuse per lo Zob Ahan dopo la fase a gruppi. 
Un'altra coppa nazionale fu vinta nel 2008-2009, in finale contro il Rah Ahan. Nella stessa annata la squadra lottò per il titolo iraniano, che perse clamorosamente nelle battute finali del campionato: nell'incontro con il Foolad, lo Zob subì tre reti negli ultimi quindici minuti di partita, consentendo all'Esteghlal, vittorioso per 1-0 contro il Payam Mashhad, di vincere il titolo per una migliore differenza reti. Nel 2009-2010 lo Zob fu ancora competitivo, non uscendo mai dalle quattro posizioni di vertice della classifica e chiudendo poi il torneo al secondo posto, a sei punti dalla vetta occupata dai rivali concittadini del Sepahan. Nella Coppa d'Iran 2009-2010 il club fu eliminato in semifinale, perdendo per 2-0 contro il Gostaresh Foulad, compagine di seconda serie.
Nel 2010 lo Zob Ahan riuscì a vincere il proprio girone di AFC Champions League, poi eliminò i connazionali del Mes Kerman agli ottavi di finale, quindi i detentori del trofeo, i sudcoreani del Pohang Steelers, ai quarti e i sauditi dell'Al-Hilal in semifinale, approdando per la prima volta alla doppia finale del torneo, dove a prevalere furono i sudcoreani del S. Ilhwa Chunma. Nella AFC Champions League 2011, invece, lo Zob si fermò ai quarti di finale. 
Al sesto posto in campionato del 2011-2012 seguì il quattordicesimo della stagione seguente, con retrocessione evitata vincendo lo spareggio. La crisi proseguì nel 2013-2014, con il club che chiuse tredicesimo in classifica dopo due cambi di allenatore e un'altra retrocessione evitata per un soffio. 
Nell'estate del 2014 arrivò sulla panchina della squadra Yahya Golmohammadi, che qualificò la squadra all'AFC Champions League e vinse la Coppa d'Iran 2014-2015 battendo in finale il Naft Teheran per 3-1. Nel 2015-2016 lo Zob Ahan si aggiudicò nuovamente la coppa nazionale, sconfiggendo in finale l'Esteghlal per 5-4 ai tiri di rigore (1-1 dopo 120 minuti di gioco), poi fece sua anche la Supercoppa d'Iran prevalendo per 4-2 dopo i tempi supplementari sull'Esteghlal Khuzestan e sollevando così il primo trofeo vinto al stadio Fulad Shahr. Golmohammadi fu esonerato a causa dei risultati negativi raccolti all'inizio dell'annata 2016-2017. Lo rimpiazzò Mojtaba Hosseini.
Nel luglio 2023 Nima Nakisa ha assunto la presidenza del club.

## Palmarès

### Competizioni nazionali

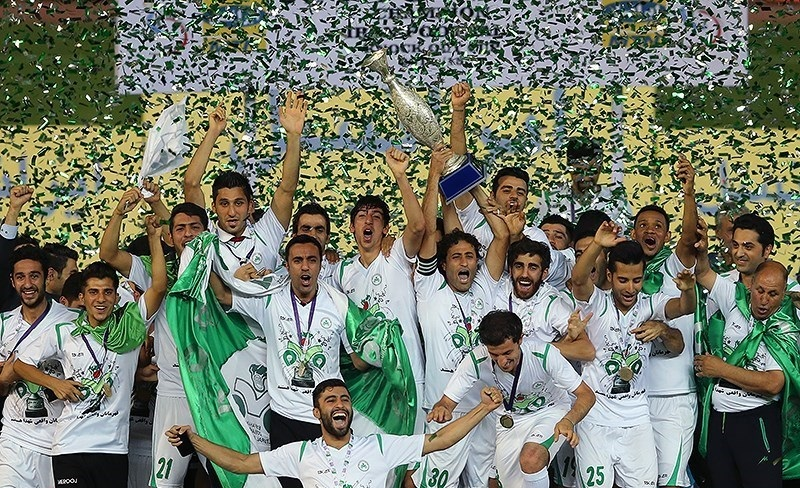
Giocatori dello Zob in festa per la vittoria della Coppa d'Iran 2014-2015

- Coppa d'Iran: 4

2002-2003, 2008-2009, 2014-2015, 2015-2016
- Supercoppa dell'Iran: 1

2016

### Altri piazzamenti
- Campionato iraniano:

Secondo posto: 2004-2005, 2008-2009, 2009-2010
Terzo posto: 1997-1998, 2010-2011
- Coppa dell'Iran:

Finalista: 2000-2001
Semifinalista: 2003-2004, 2009-2010, 2016-2017
- AFC Champions League:

Finalista: 2010

## Organico

### Rosa 2020-2021
Aggiornata al 6 dicembre 2020.
| N. |                   | Ruolo | Calciatore                  |
| -- | ----------------- | ----- | --------------------------- |
| 1  | Iran (bandiera)   | P     | Shahab Gordan               |
| 2  | Iran (bandiera)   | D     | Hamid Maleki U25            |
| 3  | Iran (bandiera)   | D     | Vahid Mohammadzadeh         |
| 5  | Iran (bandiera)   | D     | Abdollah Hosseini           |
| 7  | Iran (bandiera)   | D     | Masoud Ebrahimzadeh         |
| 8  | Iran (bandiera)   | C     | Ghasem Hadadifar (capitano) |
| 9  | Iran (bandiera)   | C     | Ali Dashti                  |
| 10 | Serbia (bandiera) | C     | Ivan Marković               |
| 11 | Iran (bandiera)   | C     | Milad Jahani                |
| 12 | Iran (bandiera)   | P     | Yousef Behzadi              |
| 14 | Iran (bandiera)   | C     | Hossein Shenani             |
| 16 | Iran (bandiera)   | A     | Erfan Pourafzar             |
| 18 | Serbia (bandiera) | A     | Darko Bjedov                |
| 19 | Iran (bandiera)   | D     | Mehrdad Ghanbari            |
| 20 | Iran (bandiera)   | A     | Abolfazl Akasheh U23        |
| 23 | Iran (bandiera)   | C     | Reza Habibzadeh U25         |
| 24 | Iran (bandiera)   | D     | Mohammad Ghoreishi          |

| N. |                 | Ruolo | Calciatore                 |
| -- | --------------- | ----- | -------------------------- |
| 25 | Iran (bandiera) |       | Mehdi Rezaei U19           |
| 26 | Iran (bandiera) | C     | Mohammad Ali Kazemi U23    |
| 27 | Iran (bandiera) | C     | Danial MomeniU23           |
| 29 | Iran (bandiera) | D     | Mostafa Aghajani U23       |
| 31 | Iran (bandiera) |       | Morteza Estaki U21         |
| 35 | Iran (bandiera) |       | Seifollah Shirmardi U19    |
| 36 | Iran (bandiera) |       | Ali Deymyar U21            |
| 37 | Iran (bandiera) |       | Amir Mohammad Lotfpour U19 |
| 39 | Iran (bandiera) | C     | Alireza Ghaderi U21        |
| 42 | Iran (bandiera) | C     | Hossein Shaverdi U19       |
| 44 | Iran (bandiera) | D     | Farshad Mohammadi Mehr     |
| 66 | Iran (bandiera) | C     | Mohammad Soltani Mehr U23  |
| 74 | Iran (bandiera) | C     | Mojtaba Haghdoost          |
| 88 | Iran (bandiera) | C     | Ali Nabizadeh              |
| 99 | Iran (bandiera) | A     | Alireza Monazzemi U19      |
|    | Iran (bandiera) | D     | Mohammad Reza Khaki U23    |